# 愛媛県道197号才之原菊間線
愛媛県道197号才之原菊間線（えひめけんどう197ごう さいのはらきくません）は、愛媛県松山市から今治市に至る一般県道である。松山市才之原から高縄半島西部の山間部を縦走し、今治市菊間町浜に至る。

## 概要

### 路線データ
- 総延長：9.7 km
- 起点：松山市才之原 （愛媛県道17号北条玉川線交点）
- 終点：今治市菊間町浜 （国道196号交点）

## 歴史
- 1958年（昭和33年）6月27日 - 愛媛県告示第566号により、本路線を整理番号60番として県道に認定される[1]。
- 1972年（昭和47年）3月16日 - 愛媛県が愛媛県道197号才之原菊間線として認定。

## 地理

### 通過する自治体
- 松山市
- 今治市

### 交差する道路
- 国道196号
- 愛媛県道17号北条玉川線
- 愛媛県道168号菊間停車場線

### 重複区間
- 愛媛県道168号菊間停車場線（今治市菊間町浜～今治市菊間町浜）

### 交差する鉄道
- JR四国 予讃線

### 沿線
- 松山市立立岩小学校
- 松山シーサイドカントリークラブ
- 瓦のふるさと公園
  - かわら館
- JR四国予讃線 菊間駅
- 今治市役所 菊間支所
- 遍照院
- 菊間港